# 1181 dans les croisades
Cette page regroupe les évènements concernant les Croisades qui sont survenus en 1181 :
- Roupen III, prince de l'Arménie cilicienne épouse Isabelle de Toron, fille d'Onfroy III de Toron et d'Étiennette de Milly[1].